# Supercupa României la handbal feminin 2017-2018
Supercupa României la handbal feminin 2017-2018 a fost a 8-a ediție a competiției de handbal feminin românesc care este organizată de Federația Română de Handbal (FRH) cu începere din 2007. Ediția 2017-2018 s-a desfășurat pe 25 august 2018, de la ora 20:30, în Sala Polivalentă din București.
Trofeul a fost câștigat de echipa SCM Râmnicu Vâlcea, care a învins deținătoarea cupei din 2017, CSM București, cu scorul general de 31 − 33, după 60 de minute de joc regulamentar și încă patru reprize de prelungiri a câte 5 minute fiecare.

## Echipe participante
Deoarece CSM București a câștigat atât Liga Națională 2017-2018, cât și Cupa României 2017-2018, la ediția 2017-2018 a Supercupei României s-au înfruntat CSM București, din postura de deținătoare a titlului național, și SCM Râmnicu Vâlcea, echipă care a terminat pe locul al doilea competiția Cupa României.

## Dată
Supercupa României 2017-2018 s-a desfășurat pe data de 25 august 2018, de la ora 20:30, în Sala Polivalentă din București. Regulamentul de desfășurare a competiției a fost publicat pe 1 iulie 2018. Spre deosebire de ediția trecută, întrecerea masculină a avut loc în aceeași zi cu cea feminină, de la ora 18:00, în aceeași sală.
Pe 21 august 2018 s-a făcut publică procedura de acreditare pentru mass-media.

## Bilete
Biletele au fost puse în vânzare pe data de 21 august 2018, prin intermediul magazinelor și site-urilor de profil. În ziua meciurilor, ele au fost disponibile și la casele de bilete ale Sălii Polivalente. Prețul unui bilet a variat între 15 și 20 de lei, în funcție de sectorul din sală.
Pe 21 august 2018 s-a anunțat și faptul că antrenorii, cluburile de handbal și echipele de juniori pot solicita de la FRH invitații gratuite pentru a asista la partide.

## Televizări
Partida a fost transmisă în direct de posturile de televiziune TVR 1 și TVR HD.

## Partidă
Partida a fost una foarte disputată și s-a încheiat cu scorul general de 31 − 33. SCM Râmnicu Vâlcea a condus majoritatea timpului regulamentar de joc, la pauză înregistrându-se 12−10 pentru echipa vâlceană. Timpul regulamentar s-a încheiat cu scorul de 21−21 și s-a recurs la două reprize de prelungiri de câte 5 minute fiecare. Prima a fost câștigată de CSM București, cu 3−2, iar a doua de SCM Râmnicu Vâlcea, tot cu 3−2, înregistrându-se o nouă egalitate la scorul general, 26−26. Din acest motiv s-au mai desfășurat alte două reprize de prelungiri de câte 5 minute fiecare, prima încheindu-se la egalitate, 3−3, iar a treia fiind câștigată de SCM Râmnicu Vâlcea, cu 4−2, scor general 31 − 33.
| 25 august 2018 TVR 1, TVR HD20:30 | CSM București             | 31 - 33 (Prel.) | SCM Râmnicu Vâlcea | Sala Polivalentă, București Arbitri: Năstase, Stancu |
| 25 august 2018 TVR 1, TVR HD20:30 | Neagu 12                  | (10-12)         | Glibko 10          | Sala Polivalentă, București Arbitri: Năstase, Stancu |
| 25 august 2018 TVR 1, TVR HD20:30 | 1× 4×                     | Cronica         | 6× 3×              | Sala Polivalentă, București Arbitri: Năstase, Stancu |
| 25 august 2018 TVR 1, TVR HD20:30 | FT: 21–21 Prel.: 3-2, 2-3 |                 |                    | Sala Polivalentă, București Arbitri: Năstase, Stancu |

## Marcatoare
Actualizat pe 25 august 2018
| Poz. | Nume                       | Echipă             | Goluri |
| ---- | -------------------------- | ------------------ | ------ |
| 1    | Cristina Neagu (ROU)       | CSM București      | 12     |
| 2    | Irina Glibko (UKR)         | SCM Râmnicu Vâlcea | 10     |
| 3    | Andrea Lekić (SRB)         | CSM București      | 7      |
| 4    | Jovanka Radičević (MNE)    | CSM București      | 6      |
| 5    | Alicia Fernández (ESP)     | SCM Râmnicu Vâlcea | 5      |
| 6    | Natalia Vasilevskaia (BLR) | SCM Râmnicu Vâlcea | 4      |
| 6    | Marija Petrović (SRB)      | SCM Râmnicu Vâlcea | 4      |
| 8    | Barbara Lazović (SLO)      | CSM București      | 3      |
| 8    | Marta López (ESP)          | SCM Râmnicu Vâlcea | 3      |
| 8    | Raluca Băcăoanu (ROU)      | SCM Râmnicu Vâlcea | 3      |
| 11   | Samara da Silva (BRA)      | SCM Râmnicu Vâlcea | 2      |
| 11   | Cristina Florica (ROU)     | SCM Râmnicu Vâlcea | 2      |
| 13   | Iulia Curea (ROU)          | CSM București      | 1      |
| 13   | Oana Manea (ROU)           | CSM București      | 1      |
| 13   | Majda Mehmedović (MNE)     | CSM București      | 1      |